# Röd slavmyra
Röd slavmyra (Formica rufibarbis) är en myrart som beskrevs av Fabricius 1793. Röd slavmyra ingår i släktet Formica och familjen myror. Arten är reproducerande i Sverige.

## Underarter
Arten delas in i följande underarter:
- F. r. clarorufibarbis
- F. r. kashmirica
- F. r. rufibarbis
- F. r. subpilosorufibarbis

## Bildgalleri

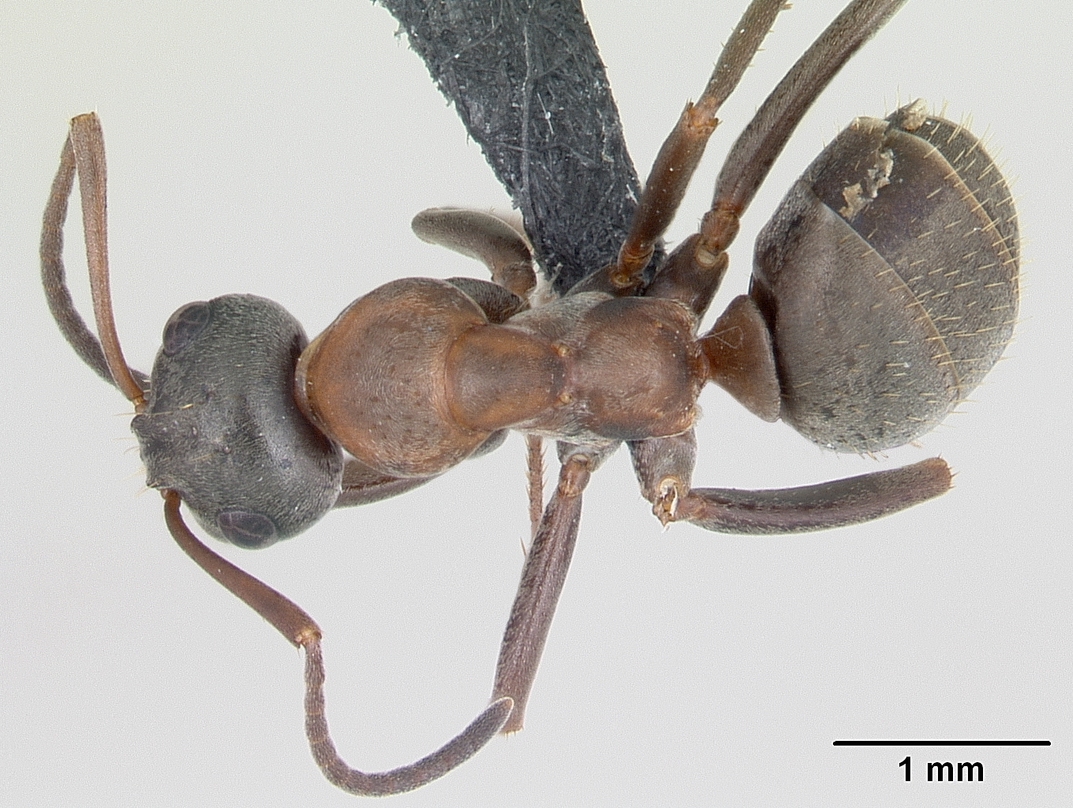
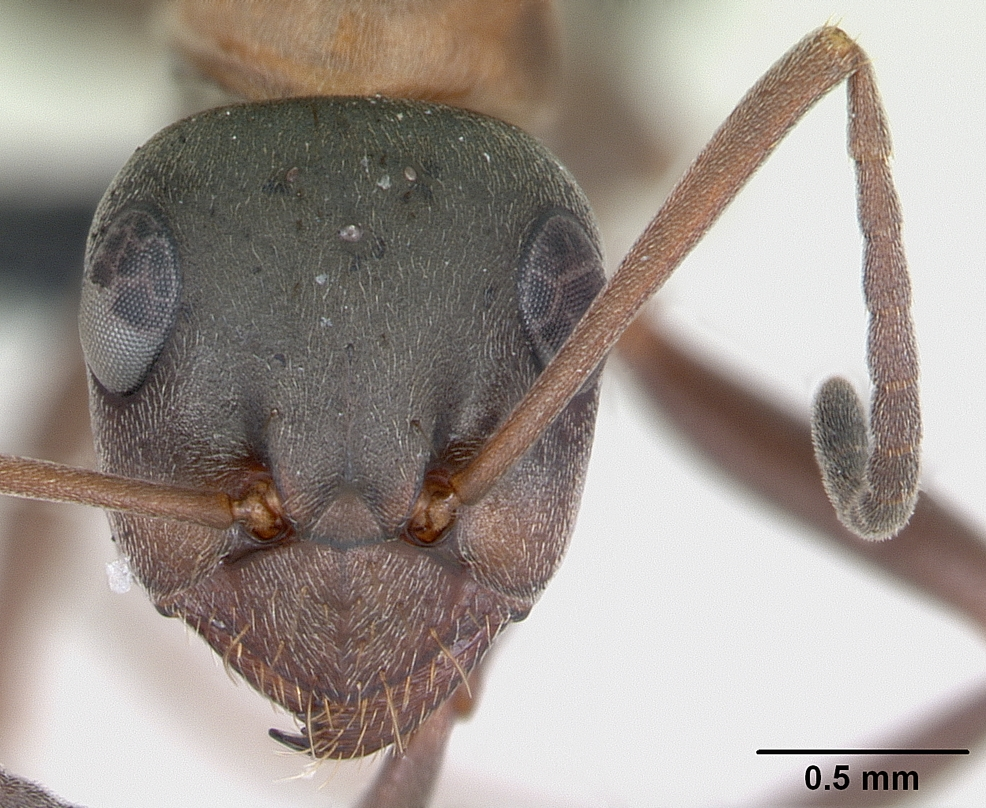
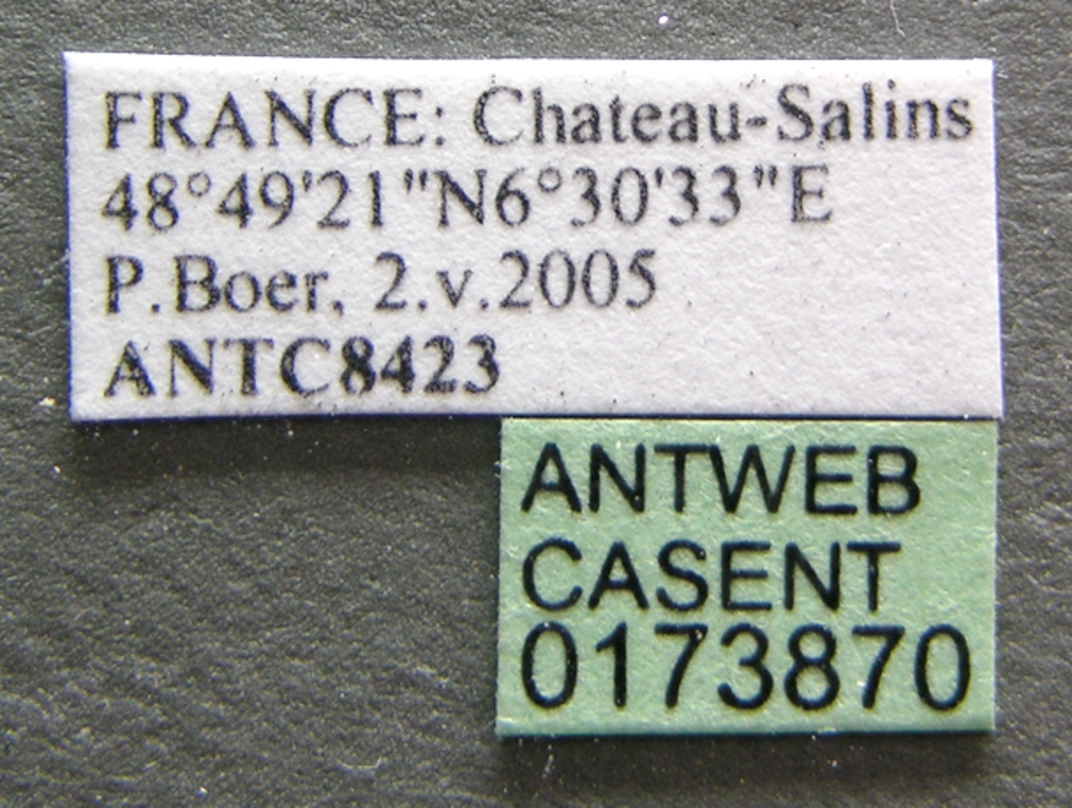
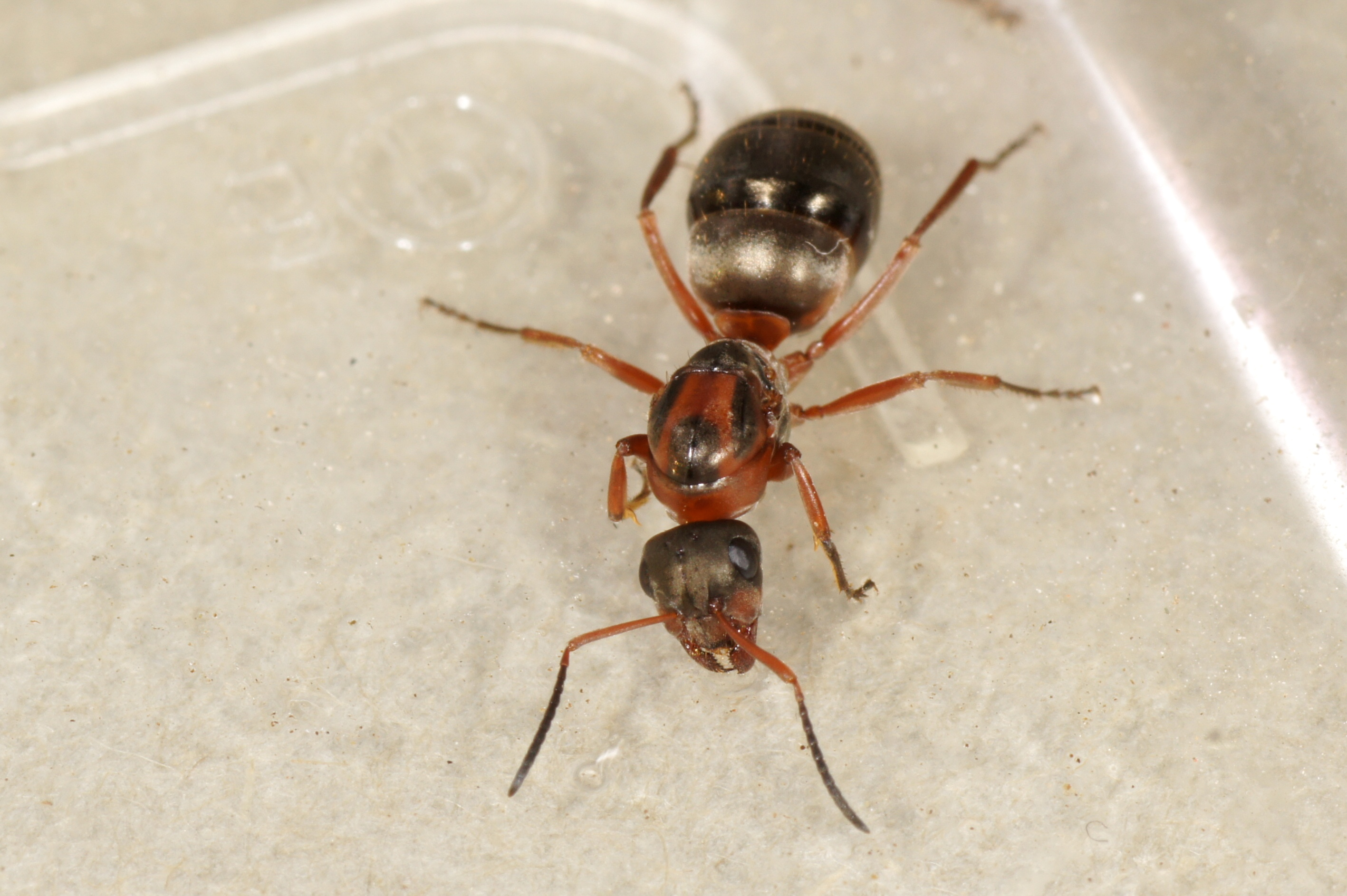
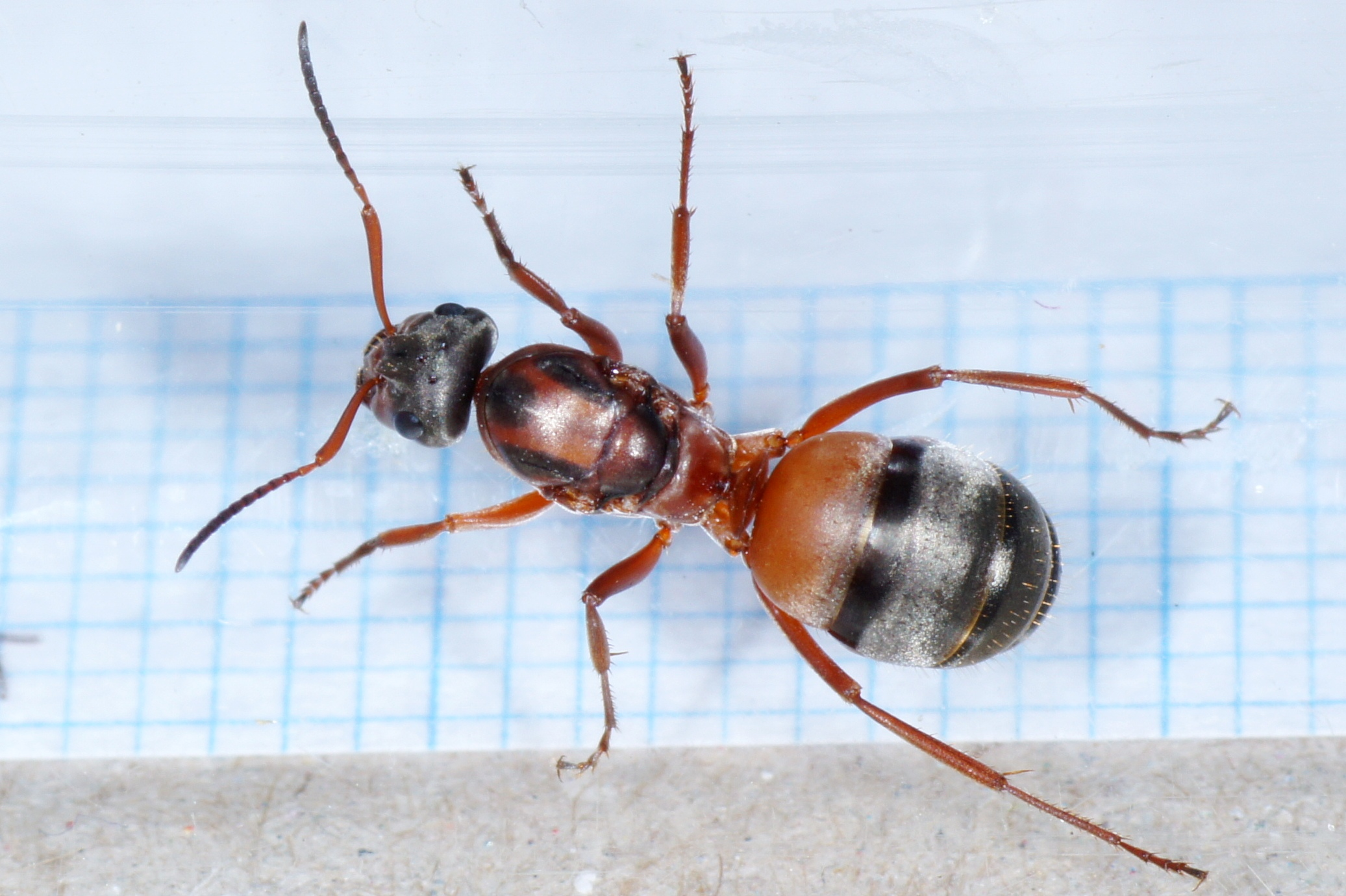
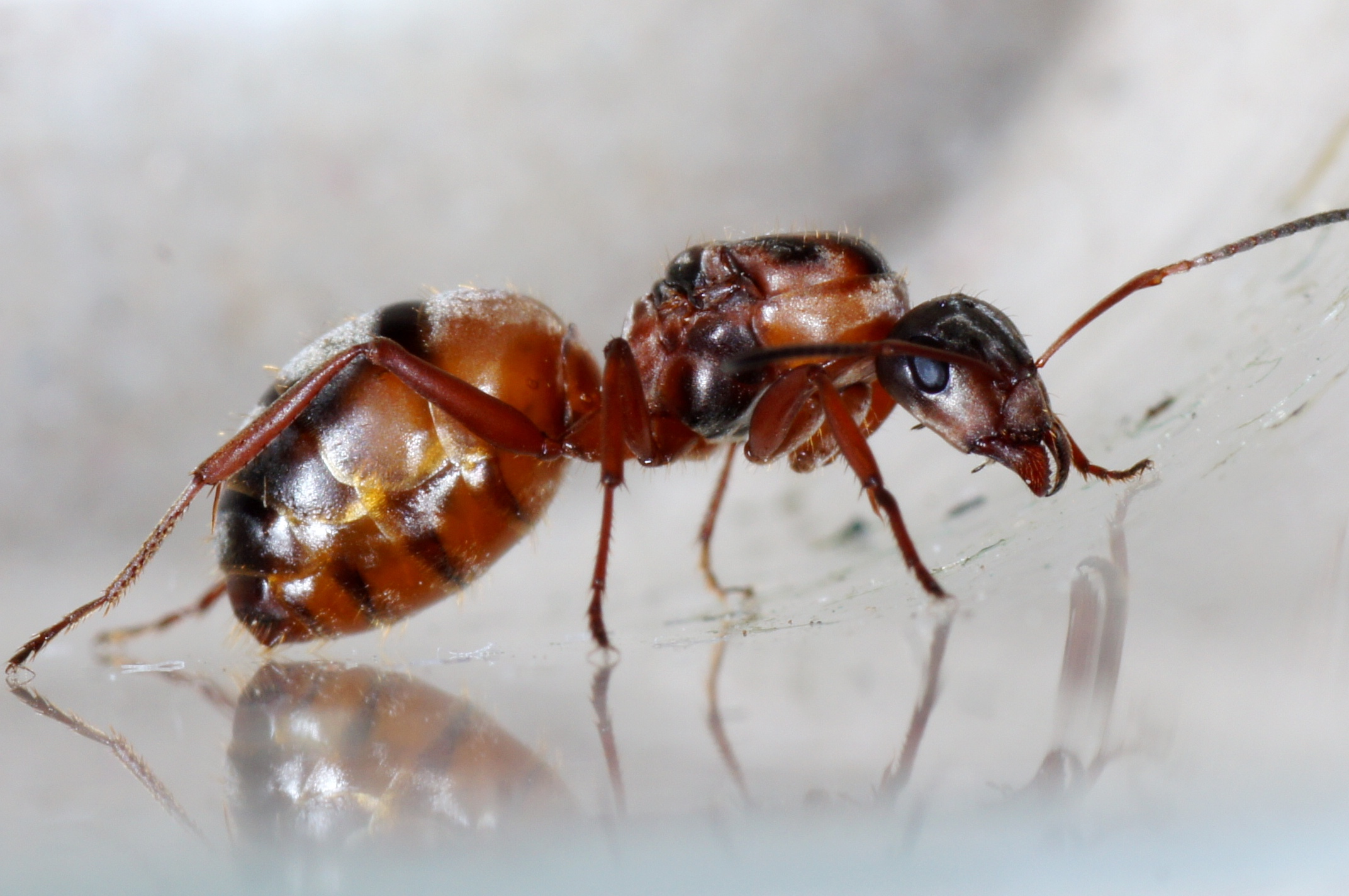